# Nanohyla albopunctata
Nanohyla albopunctata — вид жаб родини карликових райок (Microhylidae). Описаний у 2023 році.

## Поширення
Ендемік В'єтнаму. Відомий лише у заповідному лісі Сонг'їнх біля підніжжя гірського хребта Ка у провінції Фуєн на півдні країни на висоті 200—400 м над рівнем моря.

## Опис
Невелика жаба, завдовжки 18,2–20,2 мм. Тіло в міру струнке; морда заокруглена при вигляді збоку; тимпан чіткий; canthus rostralis округлий, чіткий; лореальная область злегка увігнута; ніздрі округлі, спрямовані передньолатерально; чіткі білі плями на маківці; шкіра на спині горбиста, черевні поверхні гладкі; спина змінюється від темно-сірого до жовтувато-сірого кольору, з темнішими коричневими плямами у формі «ведмедика»; задні поверхні стегон і клоакальна область з кількома бурими смугами; підборіддя, груди і живіт з сірими плямами.